# Ambrella
Ambrella là một chi đơn loài của họ Lan. Loài duy nhất là A. longituba có nguồn gốc từ Madagascar. Nó chỉ được biết qua mẫu vật được thu thập và mô tả bởi Joseph Marie Henry Alfred Perrier de la Bâthie vào năm 1934.